# 工會保障協議
工会保障协议是工会為了與僱主集體協商而向非工會會員收取代理費的協議。 
工会和与雇主谈判的成本可能非常高，而一旦工會與僱主協商成功而集體漲工資後，非工會會員也會漲工資，但這樣的話非工會會員等於不出會員費就佔了便宜，即搭便车问题，所以工會會向非工會會員征收代理費。不然的話工會有可能因為高昂的談判成本而解散，无法與僱主达成集体谈判协议。 如果工会解散，每个工人的处境可能會更糟糕。 工會保障協議就是讓所有工人公平分担集体谈判的成本。 